# Premio al Pueblo Ejemplar de Asturias

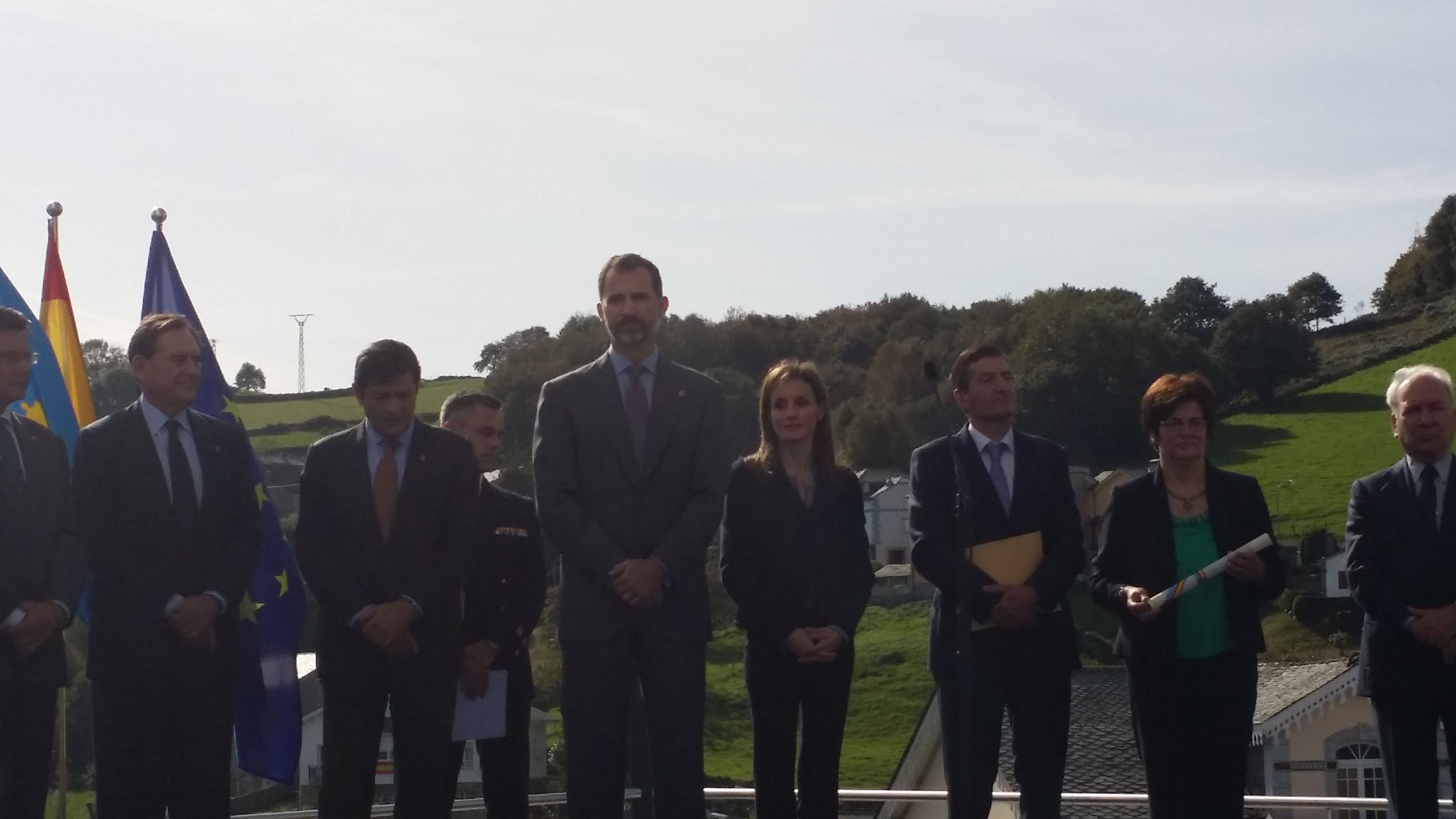
El Rey Felipe VI en el Pueblo Ejemplar de Asturias 2014 en Boal.

El Premio al Pueblo Ejemplar de Asturias es un galardón concedido, desde 1990, por la Fundación Princesa de Asturias al pueblo asturiano que destaque en «la defensa de sus más nobles valores, su entorno natural o ecológico, su patrimonio histórico, cultural o artístico, o en la realización de obras comunales u otras manifestaciones de solidaridad extraordinaria» y tiene como ámbito única y exclusivamente el Principado de Asturias. Este premio está concebido dentro de los Premios Príncipe de Asturias, con un carácter especial debido a la limitación territorial que establece.
La concesión de este galardón lleva implícita una recompensa económica de unos 25 000 euros, pero, sin duda, lo más importante para la localidad ganadora es la tradicional visita de la princesa de Asturias. Además, este galardón tiene como consecuencia un aumento del turismo y, por supuesto, un reconocimiento social en todo el Principado, implícito por su carácter.

## Lista de galardonados
| Año  | Pueblo                                                  | Concejo                                                           |
| ---- | ------------------------------------------------------- | ----------------------------------------------------------------- |
| 1990 | San Esteban de Cuñaba                                   | Peñamellera Baja                                                  |
| 1991 | Asociación de Amigos del Paisaje de Villaviciosa Cubera | Villaviciosa                                                      |
| 1992 | Soto de Luiña y Novellana                               | Cudillero                                                         |
| 1993 | Comunidad vecinal de Grandas de Salime                  | Grandas de Salime                                                 |
| 1994 | Pastores de los Picos de Europa                         | Amieva, Cabrales, Cangas de Onís y Onís                           |
| 1995 | Puerto de Vega                                          | Navia                                                             |
| 1996 | Comunidad vecinal de Nava                               | Nava                                                              |
| 1997 | Castropol                                               | Castropol                                                         |
| 1998 | Jomezana y valle del Huerna                             | Lena                                                              |
| 1999 | Comunidad vecinal y educativa de Ibias                  | Ibias                                                             |
| 2000 | Tuña                                                    | Tineo                                                             |
| 2001 | Valle y parroquia de Paredes                            | Valdés                                                            |
| 2002 | Hermandad de La Probe y comunidad de La Foz de Morcín   | Morcín                                                            |
| 2003 | Navelgas                                                | Tineo                                                             |
| 2004 | Villar de Vildas                                        | Somiedo                                                           |
| 2005 | Porrúa                                                  | Llanes                                                            |
| 2006 | Comunidad vecinal de Sariego                            | Sariego                                                           |
| 2007 | Sociedad Humanitarios de San Martín y Pueblo de Moreda  | Aller                                                             |
| 2008 | Torazo                                                  | Cabranes                                                          |
| 2009 | Comunidad vecinal de Sobrescobio                        | Sobrescobio                                                       |
| 2010 | Lastres                                                 | Colunga                                                           |
| 2011 | San Tirso de Abres                                      | San Tirso de Abres                                                |
| 2012 | Bueño                                                   | Ribera de Arriba                                                  |
| 2013 | Comunidad vecinal de Teverga                            | Teverga                                                           |
| 2014 | Movimiento asociativo y vecinal de Boal                 | Boal                                                              |
| 2015 | Colombres                                               | Ribadedeva                                                        |
| 2016 | Comarca de Los Oscos                                    | Santa Eulalia de Oscos, San Martín de Oscos y Villanueva de Oscos |
| 2017 | Poreño (Celada)                                         | Villaviciosa                                                      |
| 2018 | Moal                                                    | Cangas del Narcea                                                 |
| 2019 | Asiego                                                  | Cabrales                                                          |
| 2020 | Somado                                                  | Pravia                                                            |
| 2021 | Santa María del Puerto de Somiedo                       | Somiedo                                                           |
| 2022 | Cadavedo                                                | Valdés                                                            |
| 2023 | Arroes, Peón y Candanal                                 | Villaviciosa                                                      |
| 2024 | Sotres                                                  | Cabrales                                                          |